# Kikimora (zoologia)
Kikimora Eskov, 1988 è un genere di ragni appartenente alla famiglia Linyphiidae.

## Etimologia
Il genere prende il nome dalla Kikimora, spirito della mitologia slava, la cui credenza è abbastanza diffusa nell'areale di rinvenimento di questi ragni.

## Distribuzione
L'unica specie oggi attribuita a questo genere è stata reperita in alcune zone della Finlandia e della Russia.

## Tassonomia
A dicembre 2011, si compone di una specie:
- Kikimora palustris Eskov, 1988[3] — Finlandia, Russia